# 蒙贝利亚尔
蒙贝利亚尔（法語：Montbéliard，法語：[mɔ̃beljaʁ] ⓘ），法国东北部城市，勃艮第-弗朗什-孔泰大区杜省的一个市镇，同时也是该省的一个副省会，下辖蒙贝利亚尔区，其市镇面积为15.01平方公里，2022年1月1日时人口数量为25,516人，是该省人口第二多的市镇，在法国城市中排名第348位。
蒙贝利亚尔位于杜省东北部，是一个区域性的中心城市，历史上长期为神圣罗马帝国的一个附属国，近代因汽车工业而兴盛，其附近的标致索肖工厂是法国本土规模最大的汽车生产基地之一。蒙贝利亚尔也因足球俱乐部、同名香肠和圣诞集市而闻名，是法国艺术与历史之城。

## 地名来源
“蒙贝利亚尔”一名出现于公元985年，以的形式出现，记载于吕克瑟伊修道院的手册中。
法国大革命期间，蒙贝利亚尔被共和派更名为。

## 历史

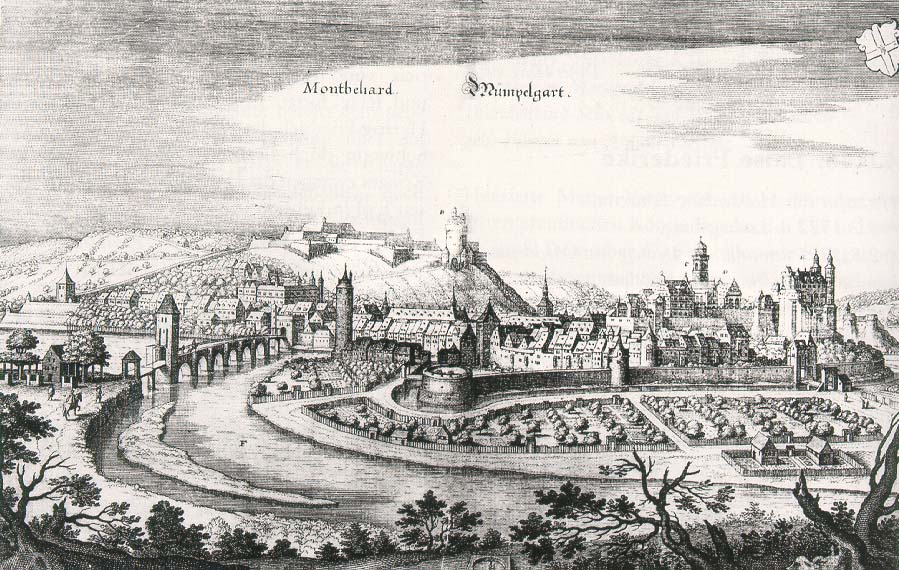
17世纪的蒙贝利亚尔

蒙贝利亚尔最初于中世纪初被提及，彼时阿朗河右岸的一处高地上出现了村落。公元1042年，亨利三世册封蒙贝利亚尔的领主伯爵地位。1407年，蒙贝利亚尔伯爵奥尔布的亨利埃特与埃伯哈德四世联姻。1495年埃伯哈德五世被马克西米利安一世赐予公爵爵位，蒙贝利亚尔伯国也由此成为公国。宗教战争时期，蒙贝利亚尔成为米卢斯共和国的一部分，一些来自法兰西王国的新教徒逃至蒙贝利亚尔，并在此修建了新教教堂。1556年，信義宗成为当地的国教。1680至1697年间，该公国曾被贝桑松议会划至法兰西。1723年，蒙贝利亚尔国王利奥波德-埃伯哈德无后而亡，蒙贝利亚尔一度陷入无政府状态，直至1769年符腾堡公爵腓特烈二世·歐根才接手此地。18世纪中后期，受黑死病疫情及饥荒的影响，蒙贝利亚尔人口大量减少。欧根为维护统治封锁了蒙贝利亚尔与法兰西之间的交易，此举引发当地居民的极大不满。法国大革命时期，共和革命军入驻蒙贝利亚尔，欧根于1792年废弃了对蒙贝利亚尔的执政而返回符腾堡。1793年10月，蒙贝利亚尔由法兰西共和国接管，成为上索恩省的一个副省会，1800年划至阿尔萨斯，1816年划至杜省。工业革命时期，连接蒙贝利亚尔的运河和铁路相继建成，当地出现了多个工业部门，人口数量快速上升。1912年，标致索肖工厂在蒙贝利亚尔东郊建成，成为法国规模最大的汽车生产工厂，这一地区一度被称为“法国汽车工业的摇篮”（berceau de l’automobile）。20世纪60年代后，受国际竞争的影响，当地工业逐渐萎缩，多处工厂关闭或搬迁，致使当地失业率上升，出现了社会治安问题。

## 地理

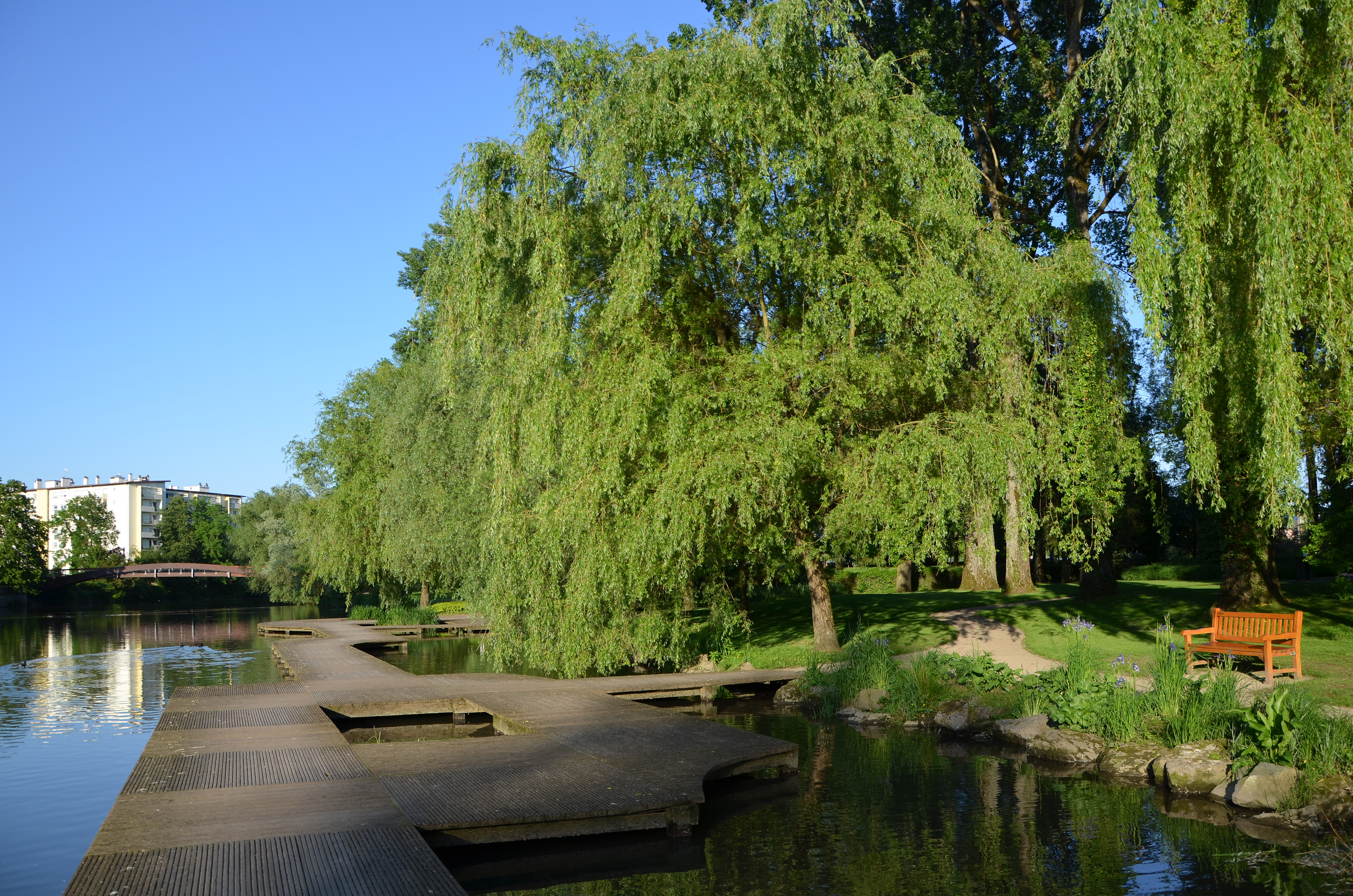
阿萊訥河畔的林地

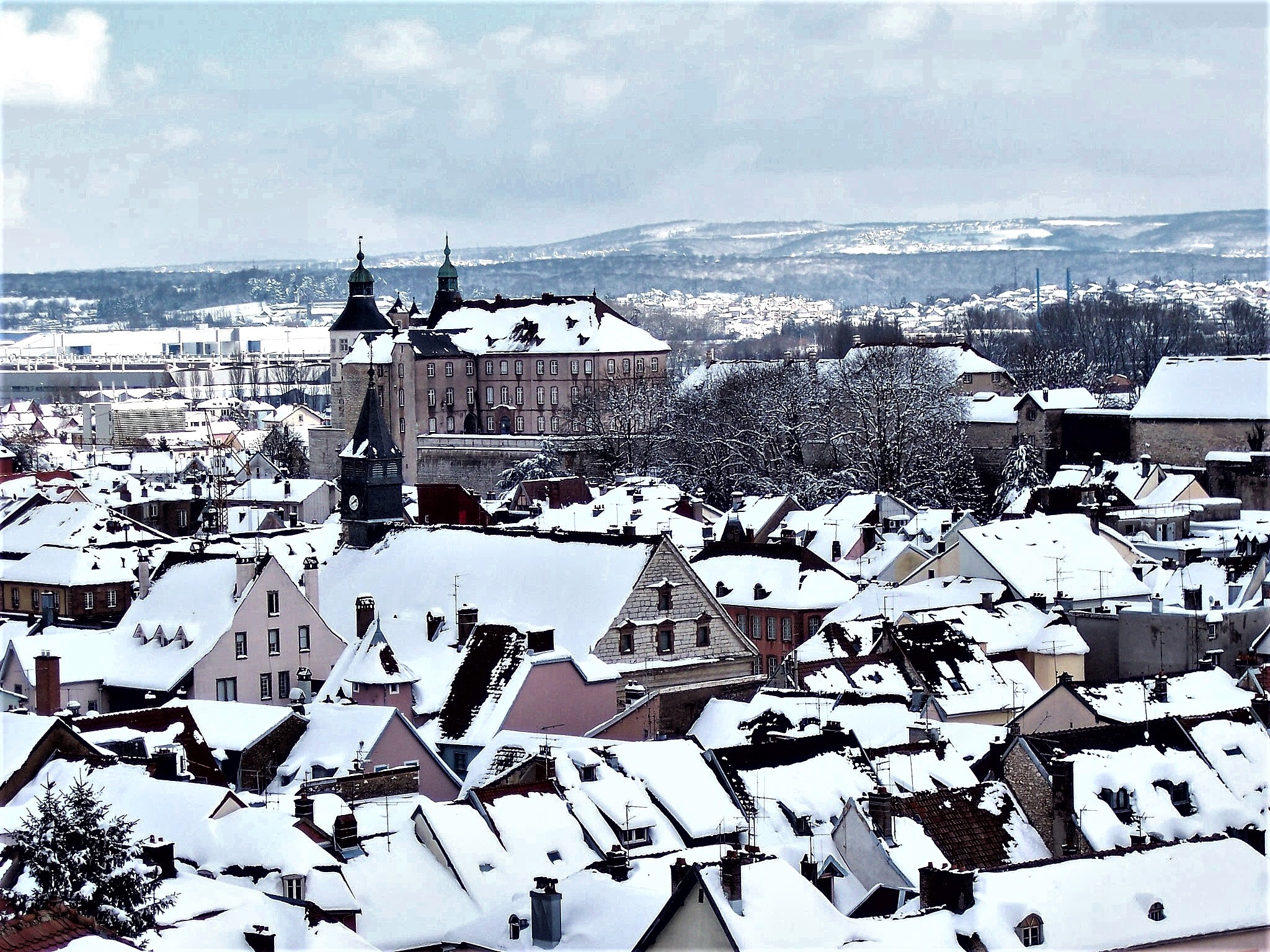
雪后的蒙贝利亚尔

蒙贝利亚尔位于法国东北部，勃艮第-弗朗什-孔泰大区东部和杜省东部，距离省会贝桑松大约78公里。与蒙贝利亚尔接壤的市镇包括：维扬勒瓦勒、阿隆当、阿尔布昂、欧丹库尔、伯通库尔、库尔塞勒-莱蒙贝利亚尔、埃克桑库尔、大沙尔蒙、伊桑、莱尔、赖南、圣苏珊、索绍、埃里库尔。

### 地形
蒙贝利亚尔位于汝拉山与孚日山之间的过渡地带，境内以丘陵为主，老城区地势较为平坦，全境海拔在311到454米之间。

### 水文
蒙贝利亚尔属于罗讷河流域。阿萊訥河自东向西流经境内，其右岸支流利宰讷河在此与其交汇，其蒙贝利亚尔老城段为人工改造的地下河。

### 植被
蒙贝利亚尔属于温带落叶林区，市区内的主要林地分布于普雷拉罗斯公园、莱米什公园（Parc des Miches）以及市区北部的坡地上。

### 气候
蒙贝利亚尔在柯本气候分类法中属于温带海洋性气候。
蒙贝利亚尔境内设有气象站，以下为该气象站的数据（其中日照数据取自米卢斯-巴塞尔气象站）：
| 蒙贝利亚尔1981年－2019年 | 蒙贝利亚尔1981年－2019年 | 蒙贝利亚尔1981年－2019年 | 蒙贝利亚尔1981年－2019年 | 蒙贝利亚尔1981年－2019年 | 蒙贝利亚尔1981年－2019年 | 蒙贝利亚尔1981年－2019年 | 蒙贝利亚尔1981年－2019年 | 蒙贝利亚尔1981年－2019年 | 蒙贝利亚尔1981年－2019年 | 蒙贝利亚尔1981年－2019年 | 蒙贝利亚尔1981年－2019年 | 蒙贝利亚尔1981年－2019年 | 蒙贝利亚尔1981年－2019年 |
| 月份                     | 1月                      | 2月                      | 3月                      | 4月                      | 5月                      | 6月                      | 7月                      | 8月                      | 9月                      | 10月                     | 11月                     | 12月                     | 全年                     |
| ------------------------ | ------------------------ | ------------------------ | ------------------------ | ------------------------ | ------------------------ | ------------------------ | ------------------------ | ------------------------ | ------------------------ | ------------------------ | ------------------------ | ------------------------ | ------------------------ |
| 历史最高温 °C（°F）      | 18.4 (65.1)              | 21.5 (70.7)              | 25 (77)                  | 28.5 (83.3)              | 32.4 (90.3)              | 35.5 (95.9)              | 37.1 (98.8)              | 38.3 (100.9)             | 32 (90)                  | 29.9 (85.8)              | 21.5 (70.7)              | 20.6 (69.1)              | 38.3 (100.9)             |
| 平均高温 °C（°F）        | 5.3 (41.5)               | 7.5 (45.5)               | 11.5 (52.7)              | 15.2 (59.4)              | 20.1 (68.2)              | 23.3 (73.9)              | 25.4 (77.7)              | 25.3 (77.5)              | 20.3 (68.5)              | 15.6 (60.1)              | 9 (48)                   | 5.3 (41.5)               | 15.3 (59.5)              |
| 日均气温 °C（°F）        | 2.2 (36.0)               | 3.5 (38.3)               | 6.9 (44.4)               | 10 (50)                  | 14.7 (58.5)              | 17.8 (64.0)              | 19.9 (67.8)              | 19.6 (67.3)              | 15.3 (59.5)              | 11.3 (52.3)              | 5.7 (42.3)               | 2.6 (36.7)               | 10.8 (51.4)              |
| 平均低温 °C（°F）        | −0.8 (30.6)              | −0.4 (31.3)              | 2.2 (36.0)               | 4.8 (40.6)               | 9.3 (48.7)               | 12.4 (54.3)              | 14.3 (57.7)              | 13.9 (57.0)              | 10.4 (50.7)              | 6.9 (44.4)               | 2.5 (36.5)               | −0.1 (31.8)              | 6.3 (43.3)               |
| 历史最低温 °C（°F）      | −13.5 (7.7)              | −15.5 (4.1)              | −15.2 (4.6)              | −5.1 (22.8)              | 0.3 (32.5)               | 3.1 (37.6)               | 6.9 (44.4)               | 4.8 (40.6)               | 0.3 (32.5)               | −6 (21)                  | −10.3 (13.5)             | −17.3 (0.9)              | −17.3 (0.9)              |
| 平均降水量 mm（）        | 66.5 (2.62)              | 81.7 (3.22)              | 87.7 (3.45)              | 74.5 (2.93)              | 97.7 (3.85)              | 90 (3.5)                 | 91 (3.6)                 | 93.6 (3.69)              | 94.2 (3.71)              | 98.9 (3.89)              | 98.3 (3.87)              | 105.6 (4.16)             | 1,079.7 (42.51)          |
| 月均日照時數             | 74                       | 94.1                     | 138.1                    | 176.1                    | 200.1                    | 226                      | 241.3                    | 227.7                    | 164.3                    | 118.5                    | 67.8                     | 55.1                     | 1,783.1                  |
| 来源：infoclimat.fr      |                          |                          |                          |                          |                          |                          |                          |                          |                          |                          |                          |                          |                          |

## 行政区划

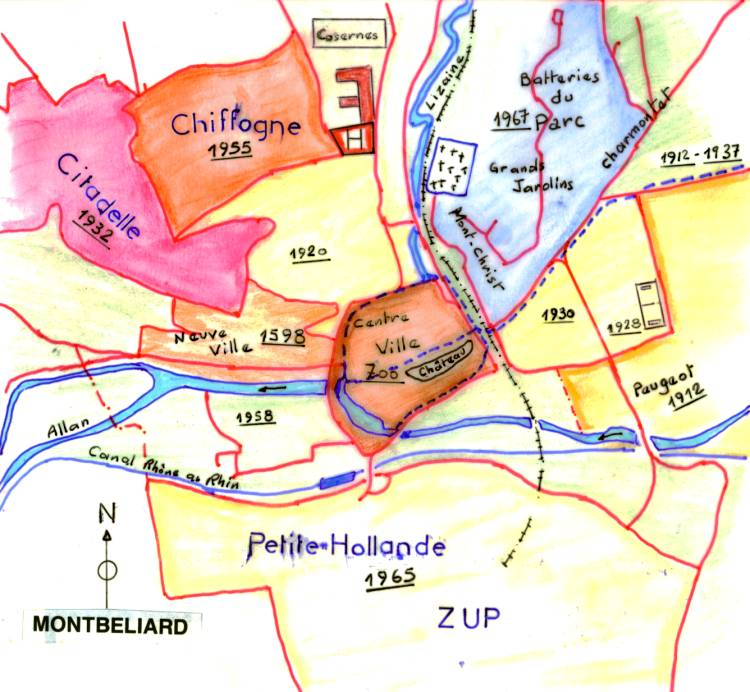
蒙贝利亚尔街区手绘地图

蒙贝利亚尔是法国勃艮第-弗朗什-孔泰大区杜省的一个市镇，编号为25388，它也是杜省的一个副省会。蒙贝利亚尔下辖蒙贝利亚尔区，管理蒙贝利亚尔县，同时也是蒙贝利亚尔地区城市圈公共社区的办公驻地。
法国国家统计与经济研究所（简称）在进行数据统计时，将蒙贝利亚尔及相邻的另外20个市镇设为蒙贝利亚尔城市核心区，并将包括核心区在内的周边共121个市镇划为蒙贝利亚尔城市区。同时，还将蒙贝利亚尔市镇分为了15个“块区”（IRIS），以便于统计人口分布情况。

## 交通

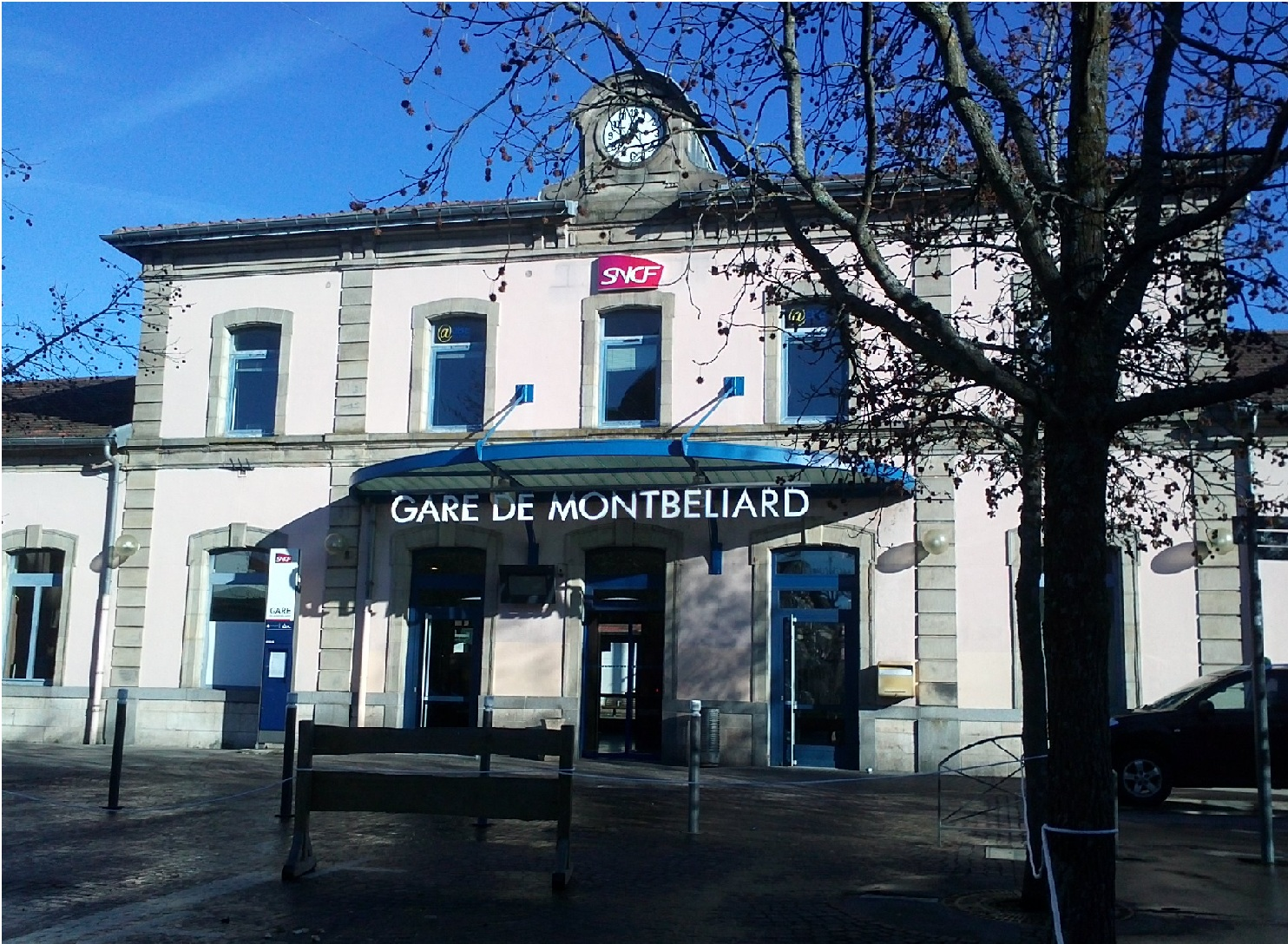
蒙贝利亚尔火车站

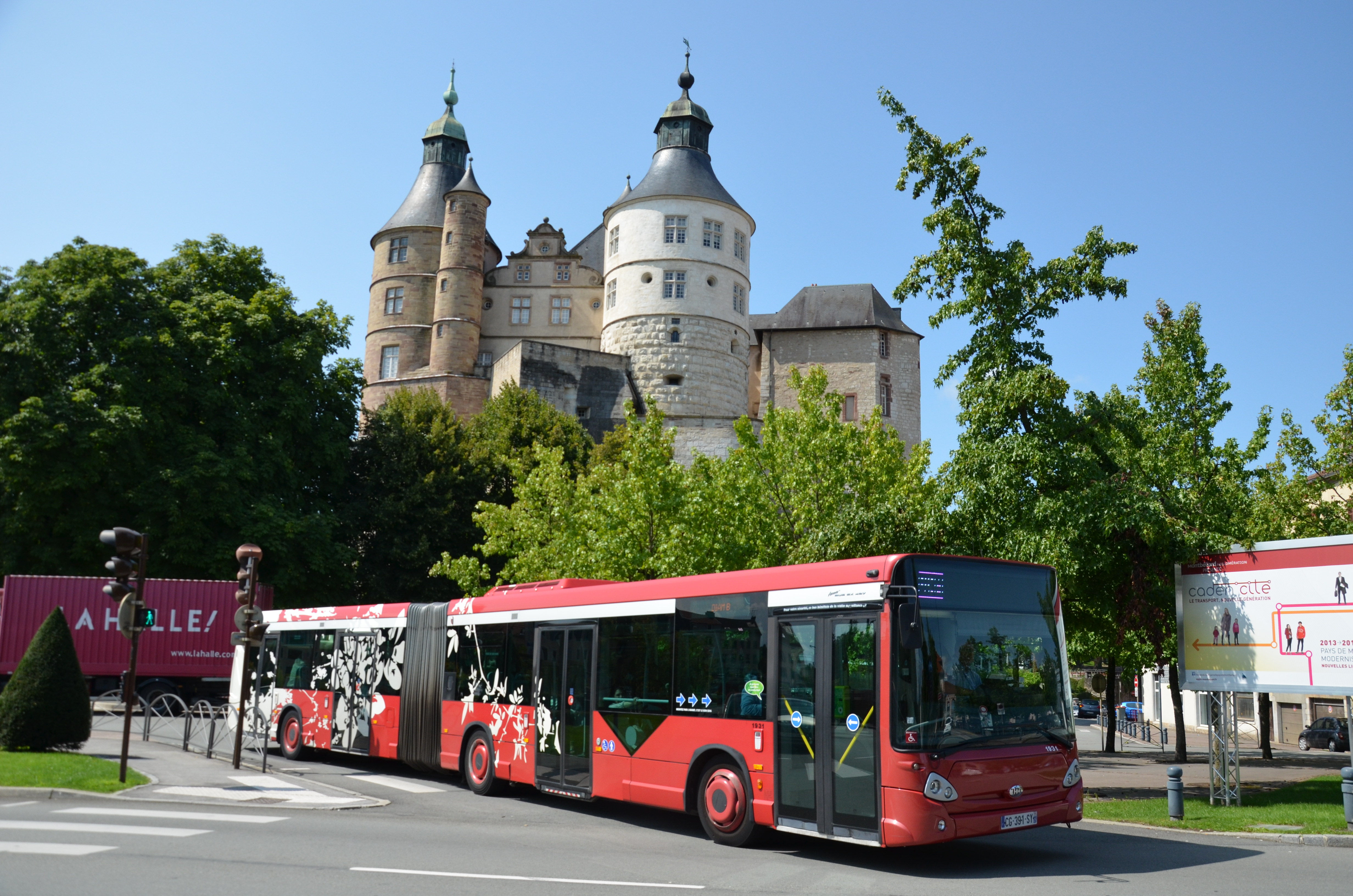
蒙贝利亚尔的一辆公共汽车

### 公路
法国A36高速公路从蒙贝利亚尔市区东南部过境，通过8号出入口与市区连接，此外多条杜省省道在蒙贝利亚尔境内交汇，勃艮第-弗朗什-孔泰大区下属的杜省城际客运提供连接蒙贝利亚尔和该省南部城市蓬塔利耶的巴士线路。
| 蒙贝利亚尔前往周边主要城市的公路里程（km） | 蒙贝利亚尔前往周边主要城市的公路里程（km） | 蒙贝利亚尔前往周边主要城市的公路里程（km） |
| ------------------------------------------ | ------------------------------------------ | ------------------------------------------ |
| 沃苏勒 62                                  | 米卢斯 58 贝尔福 20                        |                                            |
| 贝桑松 77                                  | 蒙贝利亚尔                                 |                                            |
|                                            |                                            | 瑞士边界 18                                |

2017年，66.6%的蒙贝利亚尔家庭拥有至少一辆的私人汽车。2018年，蒙贝利亚尔境内共发生各类交通事故12起，造成1人遇难，16人受伤。

### 铁路
蒙贝利亚尔位于多勒－贝尔福铁路上，该铁路是法国东北部重要的铁路干线。蒙贝利亚尔站位于市区东部，停靠往返于贝桑松和贝尔福一线的区域列车，部分车次由贝桑松继续向南延伸前往里昂。
除蒙贝利亚尔站之外，蒙贝利亚尔市区以北11公里外设有贝尔福-蒙贝利亚尔TGV站，该站位于法国高速铁路莱茵河－罗讷河线上，停靠前往斯特拉斯堡、第戎、梅斯、里昂、马赛、蒙彼利埃等地的高速列车。

### 航空
蒙贝利亚尔市区西南部建有蒙贝利亚尔-库尔塞勒飞行场，供当地的航空俱乐部及救援使用。
距离蒙贝利亚尔最近的民用航空站为巴塞尔-米卢斯-弗赖堡欧洲机场，距离蒙贝利亚尔市中心的公路里程约69公里。

### 城市公共交通
蒙贝利亚尔城市公共交通（商业名称为）是当地的城市公共交通系统。截至2020年9月，该系统共包括4条大容量公交和12条普通公交线路，路网覆盖了蒙贝利亚尔市区内的主要街道和居民区，其中公交4路可直达贝尔福-蒙贝利亚尔TGV站。

## 政治

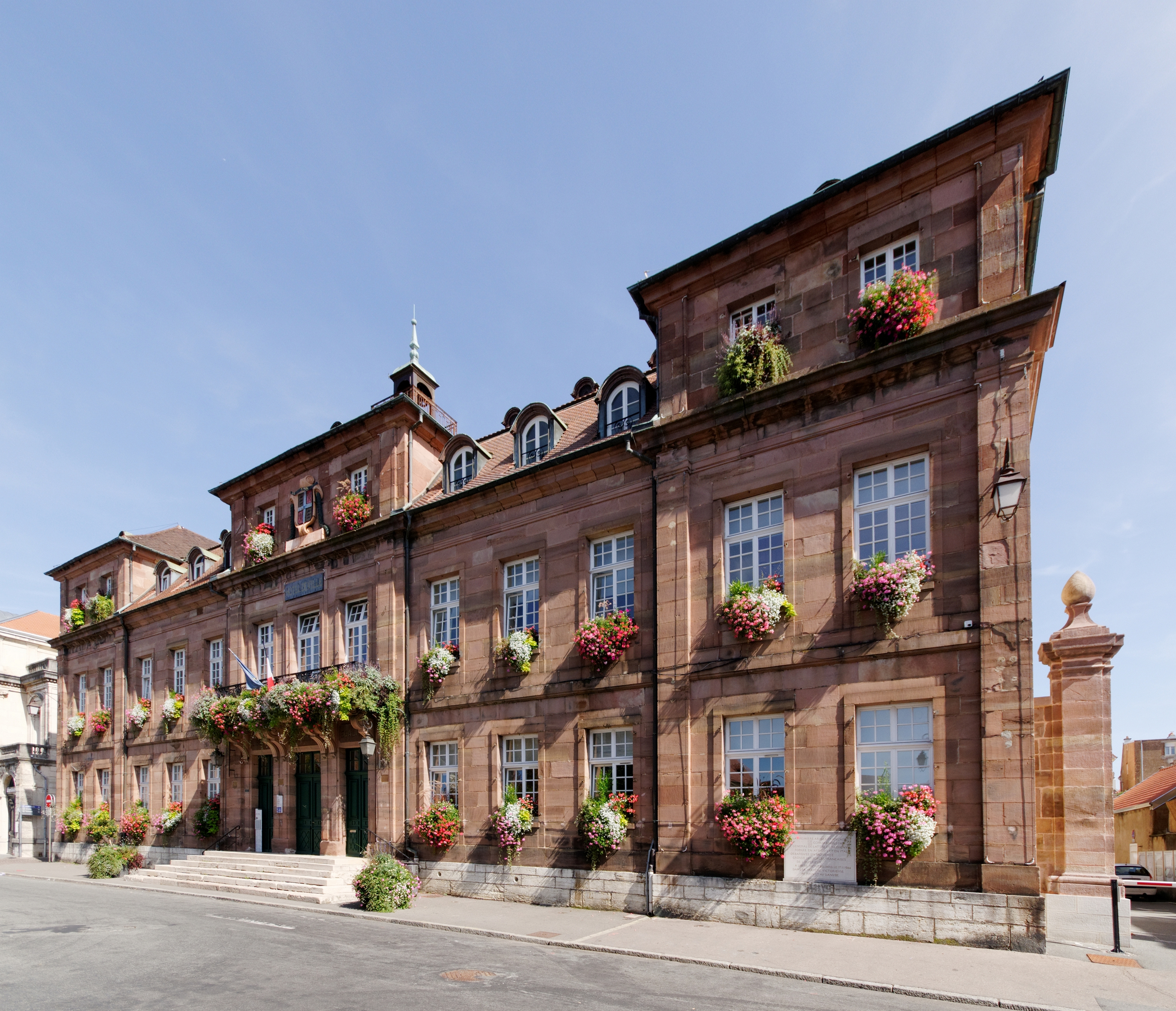
蒙贝利亚尔市政厅

蒙贝利亚尔的现任市长为玛丽-诺埃尔·比吉内女士（Marie-Noëlle Biguinet），她是共和党的一名成员，在2020年的市政选举中获得了54.53%的支持率。
在2017年的法国总统大选中，法国第25任总统埃马纽埃尔·马克龙在蒙贝利亚尔获得了68.51%的支持率。
| 蒙贝利亚尔历届市长 |                    |                                  |
| 任期               | 市长               | 党派                             |
| 1944年－1946年     | 阿尔芒·贝尔蒙      | SFIO工人国际法国支部             |
| 1946年－1947年     | 马里于斯·布拉若    | SFIO工人国际法国支部             |
| 1947年－1957年     | 吕西安·塔拉丹      | RPF法国人民联盟                  |
| 1957年－1959年     | 欧仁·费朗          | 不详                             |
| 1959年－1965年     | 让-皮埃尔·蒂费尔   | 不详                             |
| 1965年－1978年     | 安德烈·布洛什      | PS社会党                         |
| 1978年－1989年     | 安德烈·朗          | PS社会党                         |
| 1989年－2008年     | 路易·苏韦          | RPR保衛共和聯盟 →UMP人民运动联盟 |
| 2008年－2014年     | 雅克·埃利亚斯      | PS社会党                         |
| 2014年－           | 玛丽-诺埃尔·比吉内 | UMP人民运动联盟 →LR共和黨        |

## 人口
2017年，蒙贝利亚尔市镇人口数量为25,395，在法国排名第348位。其中男性12,147人，女性13,248人，75岁及以上人口占8.6%，外籍人口数量为6,422人，人口密度为1,692人/平方公里，当地居民被称为（男性）或（女性）。2018年，蒙贝利亚尔境内出生316人，死亡人口256人。
| 年份   | 1936   | 1946   | 1954   | 1962   | 1968   | 1975   | 1982   | 1990   | 1999   | 2006   | 2011   | 2016   | 2017   |
| ------ | ------ | ------ | ------ | ------ | ------ | ------ | ------ | ------ | ------ | ------ | ------ | ------ | ------ |
| 人口數 | 14,217 | 14,301 | 17,023 | 21,699 | 23,908 | 30,425 | 31,836 | 29,005 | 27,570 | 26,535 | 25,974 | 25,304 | 25,395 |

## 经济
蒙贝利亚尔是一个区域性的中心城市，当地共有各类用人单位2,971家，其中97.98%为中小型企业，平均历史为18年，标致索肖工厂是法国本土规模最大的汽车生产基地之一，除汽车制造外，行政、科教及社会服务是当地的主要就业岗位类型。

## 财政收入
2018年，蒙贝利亚尔的财政收入总额为43,611,200欧元，财政支出总额为38,950,900欧元，当年的债务总额为30,561,600欧元。
2014年，蒙贝利亚尔的人均收入总额为2,596欧元，其中高职人员为4,258欧元，普通职员为1,787欧元。
2017年，蒙贝利亚尔境内的青壮年（15至64岁）失业率为21.2%，当地37.6%的家庭拥有纳税资格。

## 社会事务

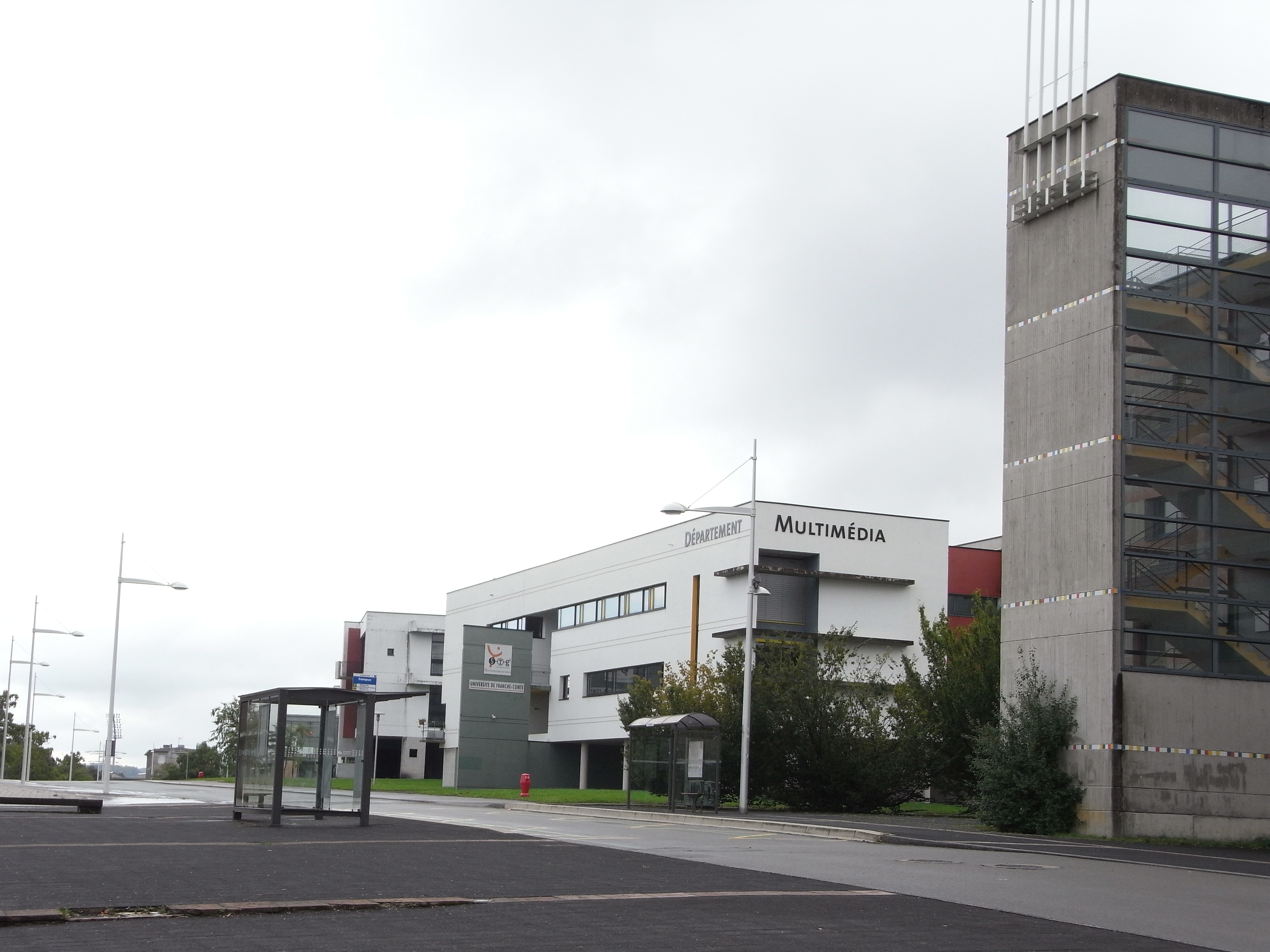
贝尔福-蒙贝利亚尔技术大学的一处教学楼

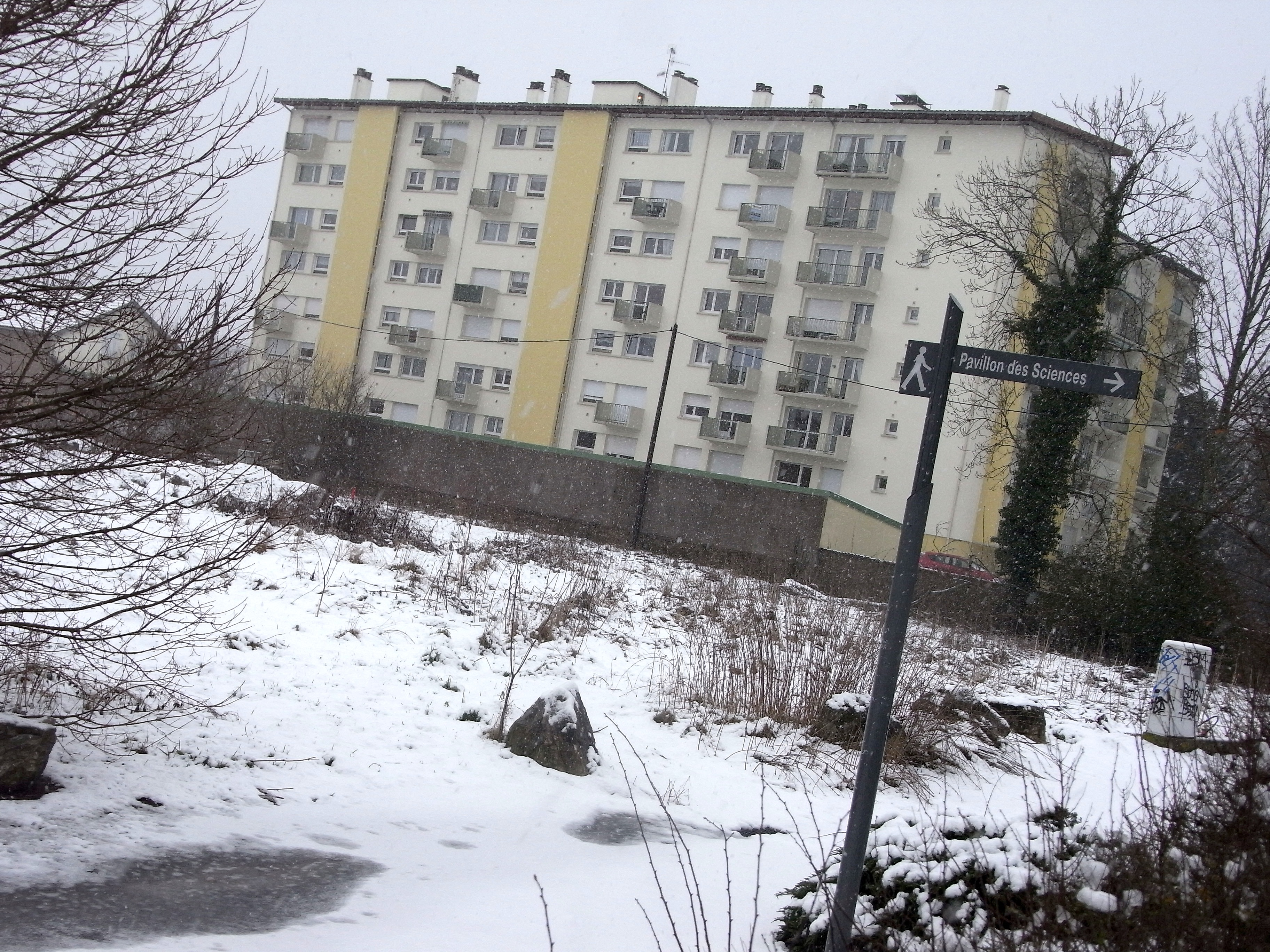
蒙贝利亚尔的一处集中式居民楼

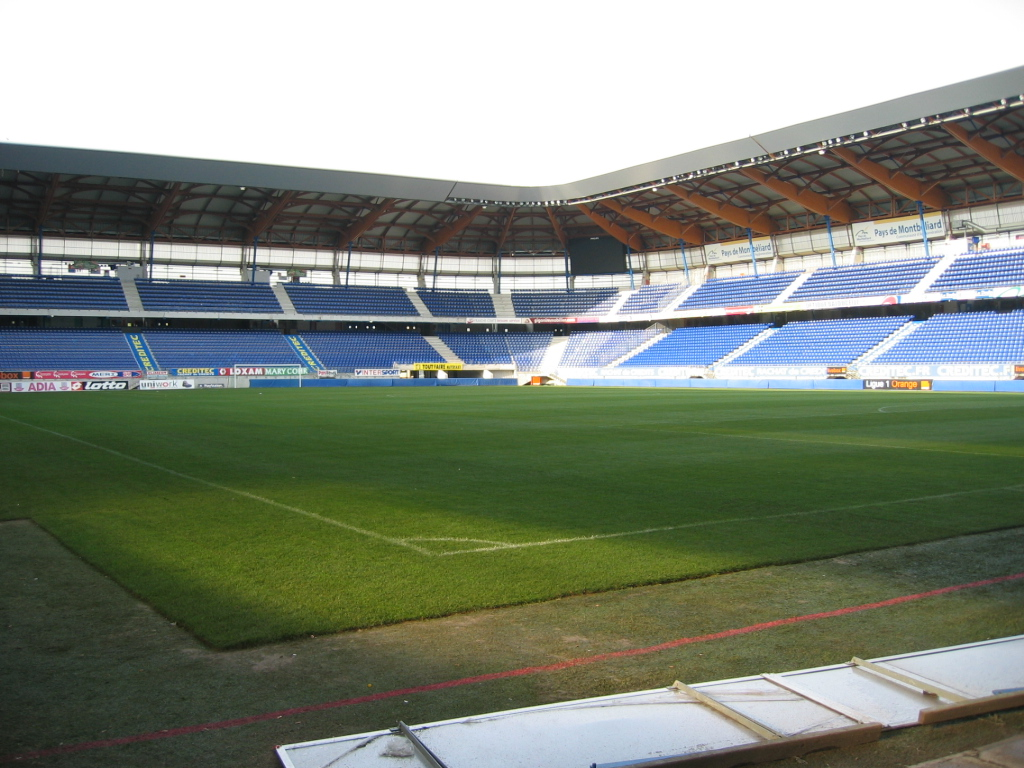
奥古斯特·博纳尔球场

### 教育
蒙贝利亚尔属于贝桑松学区。截止2019年1月1日，蒙贝利亚尔境内共有14所幼儿园、10所小学、3所初级中学、2所普通高中和1所职业高中。2018至2019学年度，蒙贝利亚尔境内共有在校中小学生4,285名。
在高等教育方面，贝尔福-蒙贝利亚尔技术大学和贝尔福-蒙贝利亚尔应用技术学院在蒙贝利亚尔均设有校区。

### 医疗
截止2019年1月1日，蒙贝利亚尔境内共有全科医生36名、保健师20名、牙医18名、护士26名、耳科医生1名、眼科医生4名、皮肤科医生7名、助产士5名、儿科医生1名和妇科医生3名。境内共有药房11家、养老院5家、残疾人帮扶中心1家。
北弗朗什-孔泰中心医院（L'Hôpital Nord Franche-Comté）是法国的一个区域性医疗机构，其总部位于贝尔福，在蒙贝利亚尔的米唐街区（Mittan）设有一个病区，设有床位269个，是当地规模最大的公立综合性医院。

### 住房
2017年，蒙贝利亚尔境内共有各类住房13,687套，其中86.5%为常住房屋。集中式居民区主要分布在市区的南侧的小荷兰人街区（Petite Hollande）和北部的希福涅街区（Chiffogne）。

### 商业
2018年，蒙贝利亚尔境内共有各类商铺1,402家，其中餐饮服务类610家。市区东南部建有大型开放式商业街区。

### 体育
2019年，蒙贝利亚尔境内共有2家游泳池、11间健身房、1座综合体育场、16处网球场、7处足球或橄榄球场以及8处篮球或排球场。
蒙贝利亚尔因足球而闻名。索肖足球俱乐部，全名为“索肖-蒙贝利亚尔足球俱乐部”，成立于1928年，曾获得2次法国足球甲级联赛冠军和3次亚军，以及2次法国杯冠军，2016年被能兴集团收购，2020至2021赛季参加法国足球乙级联赛，其主场奥古斯特·博纳尔球场可同时容纳超过2万名观众，是当地规模最大的体育设施。
除索肖外，当地还有多个地方性足球俱乐部，包括蒙贝利亚尔体育联盟俱乐部（ASC de Montbéliard）、库尔塞勒-莱蒙贝利亚尔奥林匹克俱乐部（Olympic de Courcelles-lès-Montbéliard）等。

### 环境
蒙贝利亚尔的环境事务由其所属的公共社区负责。2018年，蒙贝利亚尔境内共有3家污染企业。

### 治安
蒙贝利亚尔境内设有一处派出所。
2014年，蒙贝利亚尔及附近地区共发生各类案件4,224起，其中盗窃类案件2,427起，经济类案件434起，毒品交易类案件235起。

## 文化
2019年，蒙贝利亚尔境内共有1家剧场、1家电影院、2家博物馆和1家音乐厅。蒙贝利亚尔市政府提供多媒体中心，向公众全年开放。

### 建筑
蒙贝利亚尔是法国艺术与历史之城，境内有多处法国国家文物保护单位，其中蒙贝利亚尔城堡、蒙贝利亚尔圣曼伯夫教堂、蒙贝利亚尔犹太教堂等为当地的代表性建筑物。

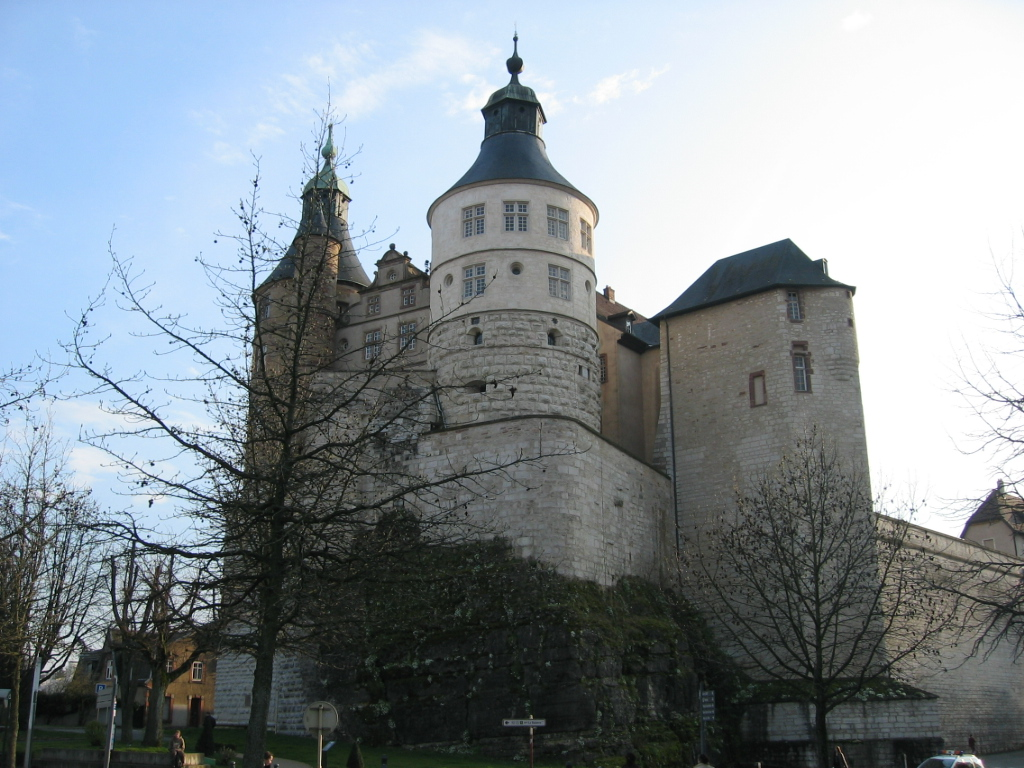
蒙贝利亚尔城堡（法语：Château de Montbéliard）
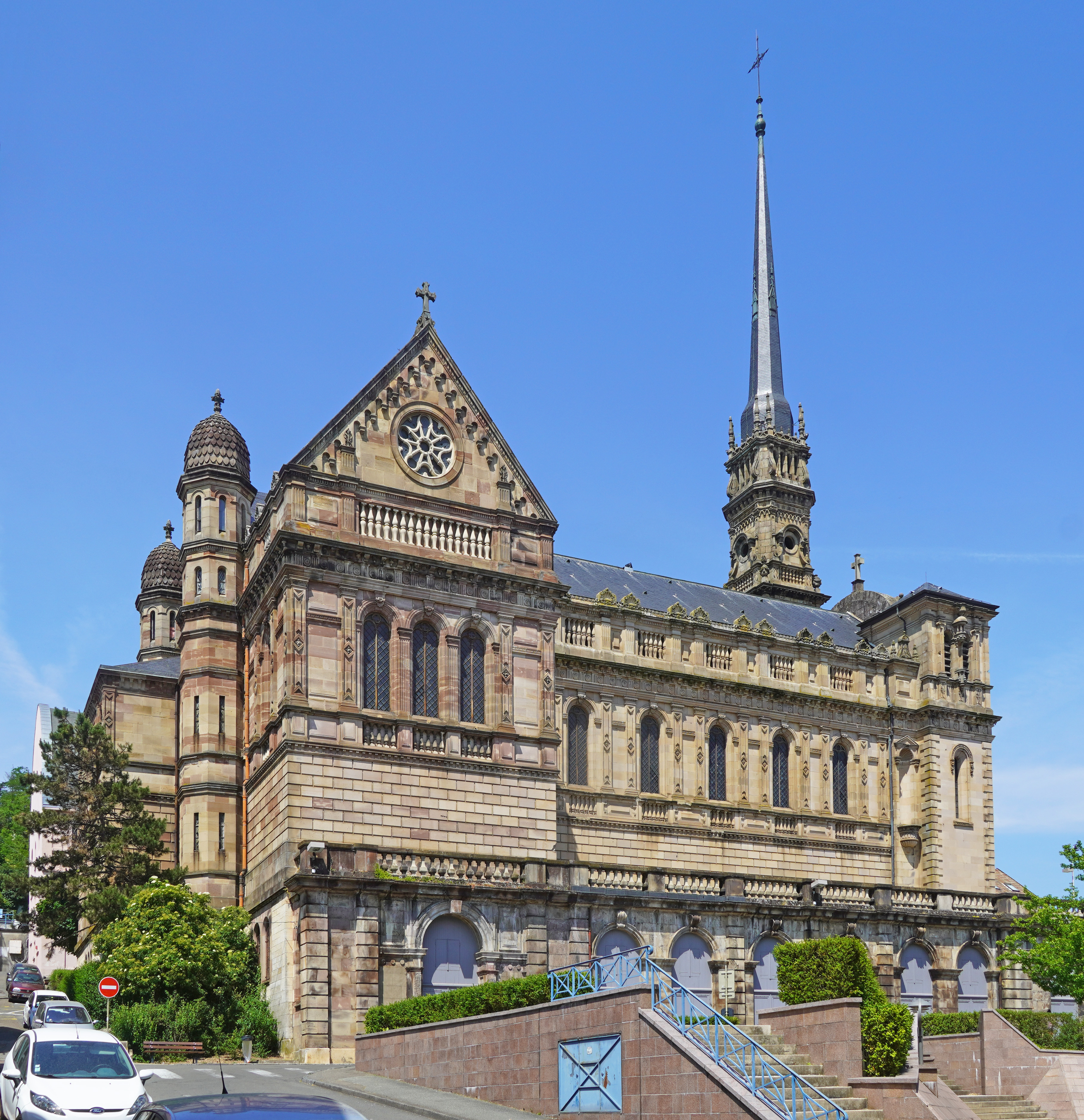
圣曼伯夫教堂（法语：Église Saint-Maimbœuf de Montbéliard）
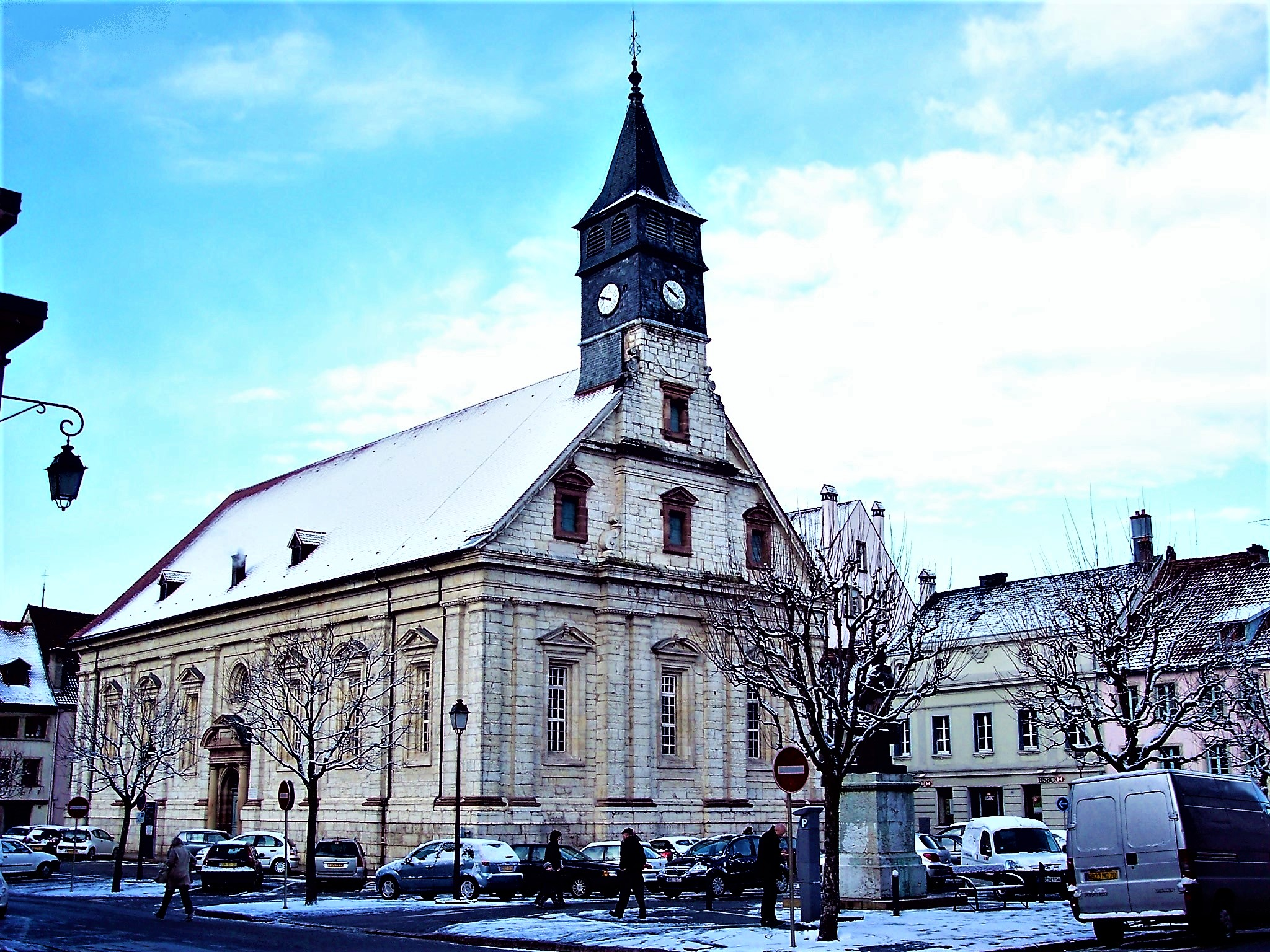
圣马丁新教教堂（法语：Temple Saint-Martin de Montbéliard）
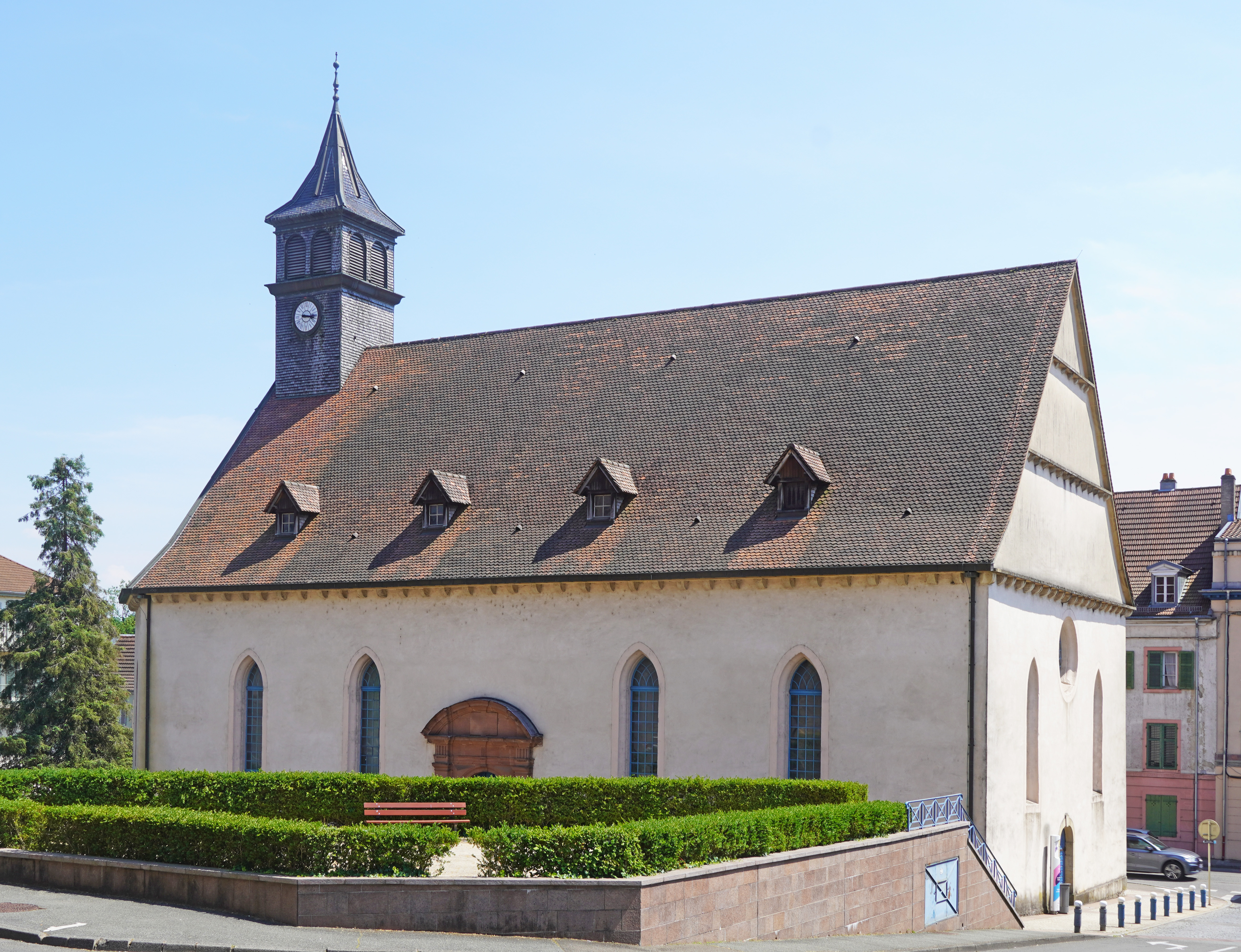
圣乔治新教教堂（法语：Temple Saint-Georges de Montbéliard）
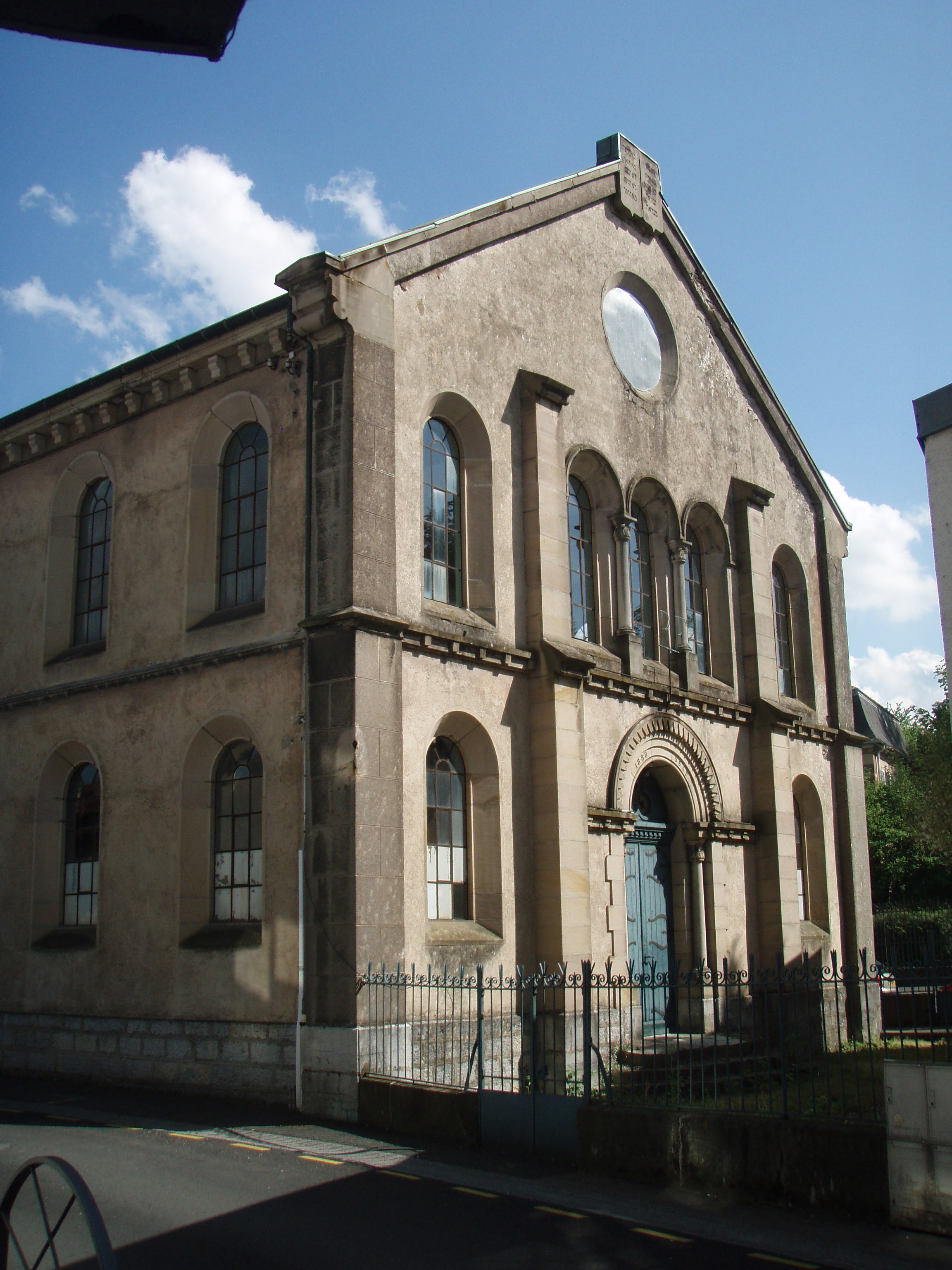
犹太教堂（法语：Synagogue de Montbéliard）
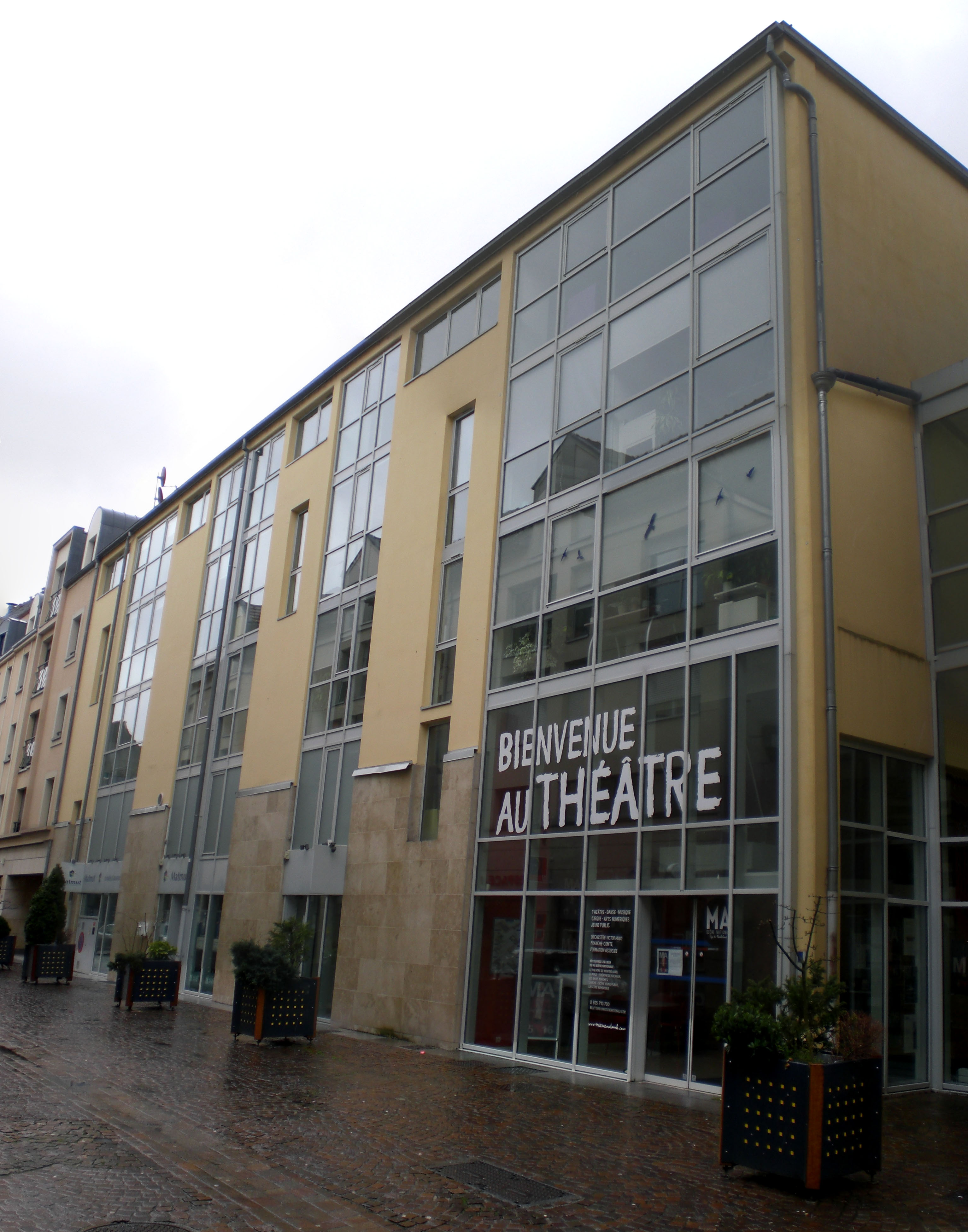
剧场

### 旅游
蒙贝利亚尔的旅游事务由其所属的公共社区负责。2020年，蒙贝利亚尔境内共有8家宾馆共计473间房间。

### 媒体
法国主要的媒体均可在蒙贝利亚尔接收，法国电视三台下属的勃艮第-弗朗什-孔泰大区频道在部分时段播出蒙贝利亚尔所属区域的地方新闻。

### 美食
蒙贝利亚尔因香肠而闻名，后者于2013年被列入法国地理标志保护产品。

## 相关人物
法国古生物学家喬治·居維葉、数学家勒内·托姆、美籍导演法蘭·達拉本特、乒乓球运动员克里斯托夫·勒古出生于蒙贝利亚尔。

## 友好城市
截至2020年9月，蒙贝利亚尔共与两座城市互为友好城市关系：
- 德国 路德维希堡
- 美国 格林斯伯勒